# هور العنز

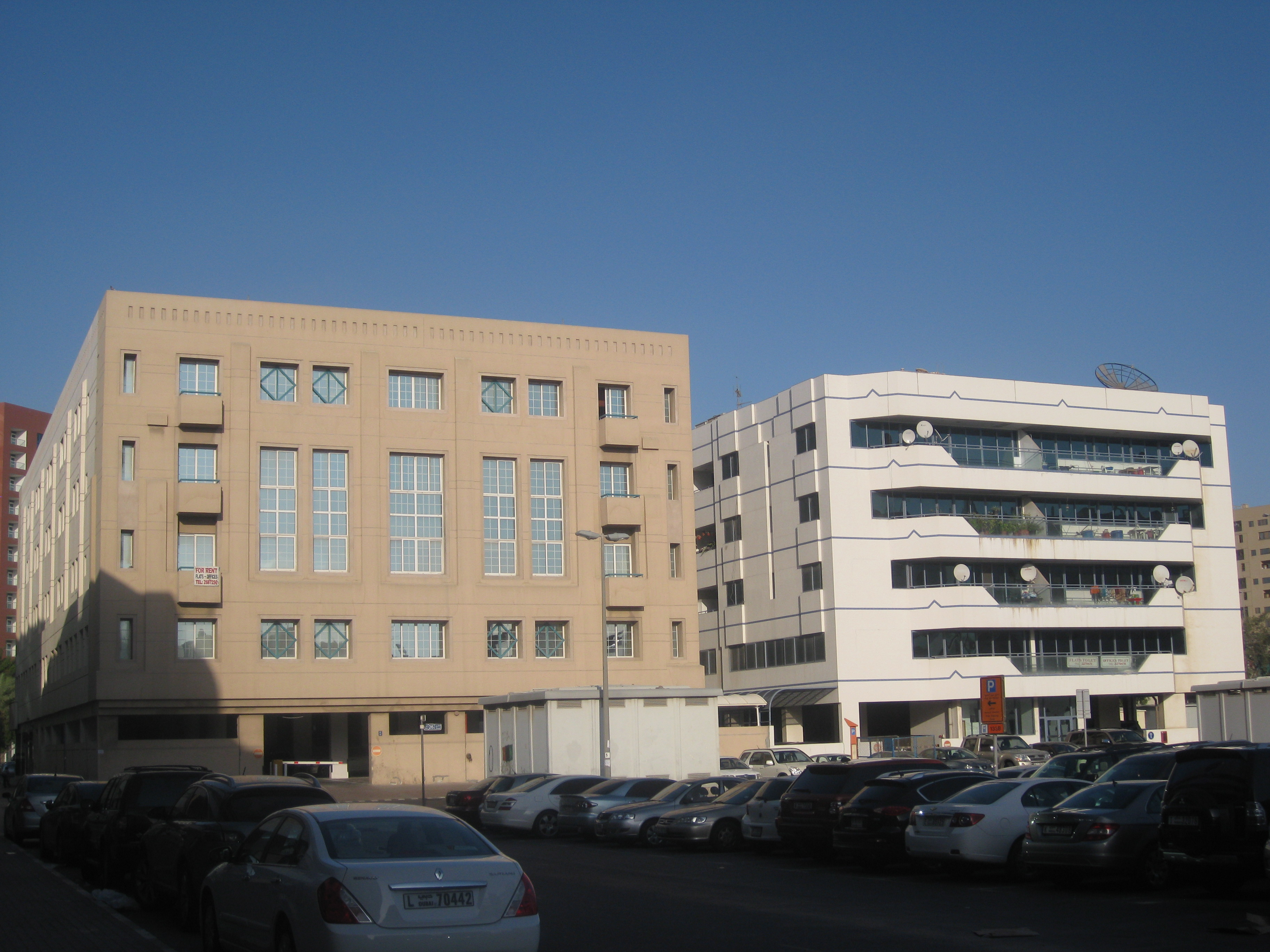

هور العنز هو حي يقع في إمارة دبي في الإمارات العربية المتحدة. وتقسم المنطقة إلى قسمين، هور العنز وهور العنز شرق. ويبلغ عدد سكانها 	40,342 نسمة. ووصل العدد في العام 2023 إلى (86,295) نسمة بكثافة سكانية تعادل (49,294) فرد/كم² في هور العنز، و(22,739) نسمة بكثافة سكانية تعادل (16,510) فرد/كم² في هور العنز شرق بإجمالي عدد سكان( 109,034)نسمة في كلا القسمين بحسب بيانات مركز دبي للإحصاء. يقع الحي في ديرة وهو محاط بمجموعة من الطرق الحيوية وهي شارع الاتحاد، وشارع أبو بكر الصديق، وشارع الرشيد، وشارع بغداد، وهو من أكثر الأحياء اكتظاظًا بالسكان، تتوفر فيها العديد من المطاعم الشعبية الهندية والباكستانية والإيرانية والعربية والمقاهي العربية، كما تضم المنطقة مكتبة هور العنز العامة، ومحطة [مترو دبي] الرئيسية فيها هي أبو بكر الصديق، من إمارة دبي. وتعود تسميتها نسبة إلى خيل الشيخ سعيد بن مكتوم التي كان يطلق عليها اسم العنز لأنها كانت دائمة الفوز بالسباقات.

## النظر أيضاً
- قائمة المجتمعات في دبي

- مكتبة هور العنز العامة